# Pucará (distrito de Lampa)
Pucará é um distrito do departamento de Puno, localizada na província de Lampa, Peru.

## Transporte
O distrito de Pucará é servido pela seguinte rodovia:
- PE-3SH, que liga o distrito de Asillo à cidade
- PE-3S, que liga o distrito de La Oroya à Ponte Desaguadero (Fronteira Bolívia-Peru) - e a rodovia boliviana Ruta 1 - no distrito de Desaguadero (Região de Puno)[1][2][3]